# Golden Teacher
Golden Teacher (наст. Французов Константин Евгеньевич) — Российский музыкант, автор текстов и продюсер, представитель андеграундной сцены. Известен своими экспериментальными работами на стыке мета-рэпа, лоу-фая и психоделической электроники, а также концептуальными альбомами, исследующими темы биполярного расстройства, деперсонализации и цифрового распада сознания.

Основные факты:
1. Дата рождения — 19 октября (год не указан);
2. Место рождения — Нижний Новгород, Россия;
3. Псевдонимы — Golden Teacher[2] (SoundCloud[3]);
4. Жанры — экспериментальный рэп, лоу-фай, глитч-электроника, индастриал;
5. Лейблы — Sony Music[4] (с 1 января 2025 года);

Творчество:
1. Ранние работы (2023-2024)

- Дебютный мини-альбом «Happy Birthday?»[5] (19 октября 2024 года), записанный в 15 лет. Отличался намеренно "сырым" звучанием и меланхоличной эстетикой.

2. Современное творчество (2025)
- Первый виральный успех пришел с альбомом «AMNESIA 47»[6] (21 марта 2025 года), в котором Константин использовал несведённый звук и нарратив о зависимости как художественный приём.
- Выход альбома «feel alive»[7] (7 июля 2025 года).

3. Уникальный стиль
- Вокал: Монотонный, но эмоциональный, часто с эффектом «голоса из пустоты».
- Тексты: Автобиографические, с образами болезни, цифрового распада и экзистенциального страха.
- Визуал: VHS-эстетика, намеренно "сломанные" клипы, обложки в холодных тонах.

Влияние и признание
- Стал одним из первых русских артистов, кто совместил андеграунд-рэп с индустриальным саундом.
- Отказ от традиционного промо (анонимность) добавил ему культового статуса.

Личная жизнь
- Известно, что Константин нигде не говорит о личной жизни.

Интересные факты
- Число «47» — его персональный символ, встречается во всех релизах.
- Записывал часть треков в состоянии измененного сознания, но отрицает зависимость.

Дискография:
1. WTF AND U (feat. WR1KSi)[8]
2. Happy Birthday?[9]
3. AMNESIA 47[10]
4. AMNESIA 47 - UNTOUCHABLE 3[11]
5. feel alive[12]

1. ↑  Golden Teacher (англ.). SoundCloud. Дата обращения: 14 августа 2025.
2. ↑  Golden Teacher (англ.). SoundCloud. Дата обращения: 14 августа 2025.
3. ↑  Stream and listen to music online for free with SoundCloud (англ.). SoundCloud. Дата обращения: 14 августа 2025.
4. ↑  Sony Music (амер. англ.). Sony Music Entertainment. Дата обращения: 14 августа 2025.
5. ↑  Happy Birthday? (англ.). SoundCloud. Дата обращения: 14 августа 2025.
6. ↑  AMNESIA 47 (англ.). SoundCloud. Дата обращения: 14 августа 2025.
7. ↑  feel alive (англ.). SoundCloud. Дата обращения: 14 августа 2025.
8. ↑  WTF AND U (feat. WR1KSi) (англ.). SoundCloud. Дата обращения: 14 августа 2025.
9. ↑  Happy Birthday? (англ.). SoundCloud. Дата обращения: 14 августа 2025.
10. ↑  AMNESIA 47 (англ.). SoundCloud. Дата обращения: 14 августа 2025.
11. ↑  AMNESIA 47 - UNTOUCHABLE 3 (англ.). SoundCloud. Дата обращения: 14 августа 2025.
12. ↑  feel alive (англ.). SoundCloud. Дата обращения: 14 августа 2025.